# Bernhard Karl

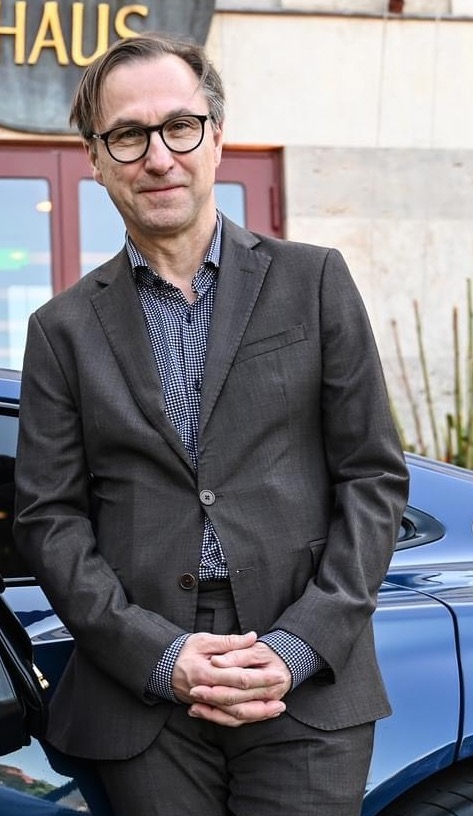
Bernhard Karl beim Filmfest München 2022 (Foto: Hasko Witte)

Bernhard Karl (* 22. Mai 1966 in München) ist ein deutscher Filmkurator und Festivalgründer. Seit 2006 leitet er das Berliner Filmfestival Around the World in 14 Films, seit 2008 ist er Internationaler Programmer des Filmfestes München.

## Leben und Wirken
Bernhard Karl wuchs als Sohn eines Elektrikers und einer Bäckerstochter in Fahrenzhausen auf. Schon in früher Jugend erwachte seine Leidenschaft für Film, Theater und bildende Kunst. Sein Studium der Kunstgeschichte, Neuen Deutschen Literatur und Theaterwissenschaft absolvierte er an der Ludwig-Maximilians-Universität München. Über Assistenzen an der Hochschule für Fernsehen und Film München kam er 1987 an die Münchner Kammerspiele, wo er als Regieassistent von Dieter Dorn und Peter Zadek zwei prägende Lehrer fand.
Nach eigenen Theaterinszenierungen am Theater Ulm, Theaterhaus Gessnerallee, Landestheater Tübingen und dem Theater Heilbronn wechselte er 2001 als Casting Assistent und später Casting Director zu Anja Dihrberg - Casting. Dort zeichnete er verantwortlich für die Besetzung von Filmen z. B. von Sönke Wortmann oder Hendrik Handloegten. Von 2013 bis 2018 leitete er in Berlin die Sektion F.I.N.D.+ des F.I.N.D. Festival (Festival International für Neue Dramatik) an der Schaubühne am Lehniner Platz.

### Filmfest „Around the World in 14 Films“
2006 gründete er zusammen mit Nikola Mirza und Kathrin Bessert das Berliner Filmfestival Around the World in 14 Films, das er zusammen mit Susanne Bieger bis heute leitet und kuratiert. Alle 14 Filme im Wettbewerb sowie 14 Filme außerhalb des Wettbewerbs feierten ihre Weltpremiere auf den großen Filmfestivals von Cannes, Locarno, Sundance, San Sebastián und Venedig. Das Festival wird regelmäßig von vielen internationalen Größen der Filmbranche besucht. Festivalkonzept ist, dass jeder Film von einem prominenten Paten oder einer prominenten Patin persönlich vorgestellt wird. Seit 2018 kooperiert Around the World in 14 Films mit dem Berlinale World Cinema Fund und präsentiert jährlich fünf vom Fund geförderte Filme.

### Filmfest München
Seit 2008 arbeitet Bernhard Karl als Internationaler Programmer beim Filmfest München mit Schwerpunkt auf den gesamten asiatischen Raum, Nahost, Afrika, östliches Europa und die französischsprachige Welt. Er zeichnet dort auch mitverantwortlich für die Neugestaltung der Programm- und Wettbewerbsstruktur und für die Zusammenstellung der Juries. Auch präsentierte er verschiedene Masterclasses von internationalen Schauspiel- und Regiestars.

### Jurytätigkeit
Bernhard Karl war als Juror beim Busan International Film Festival, Bozen Film Festival, Nador Film Festival und El Gouna Film Festival eingeladen. Seit 2023 ist er in El Gouna auch Programmberater.

### Privatleben
Er lebt zusammen mit Ilona Kindt, der Cellistin des Boulanger Trio und ihren beiden Kindern in Berlin.